# 饮料
飲料是供人類飲用的液體。除了解渴的基本功能外，飲料在人類文化中也扮演著重要的角色。常見的飲料類型包括咖啡、手搖飲、茶等。

## 歷史

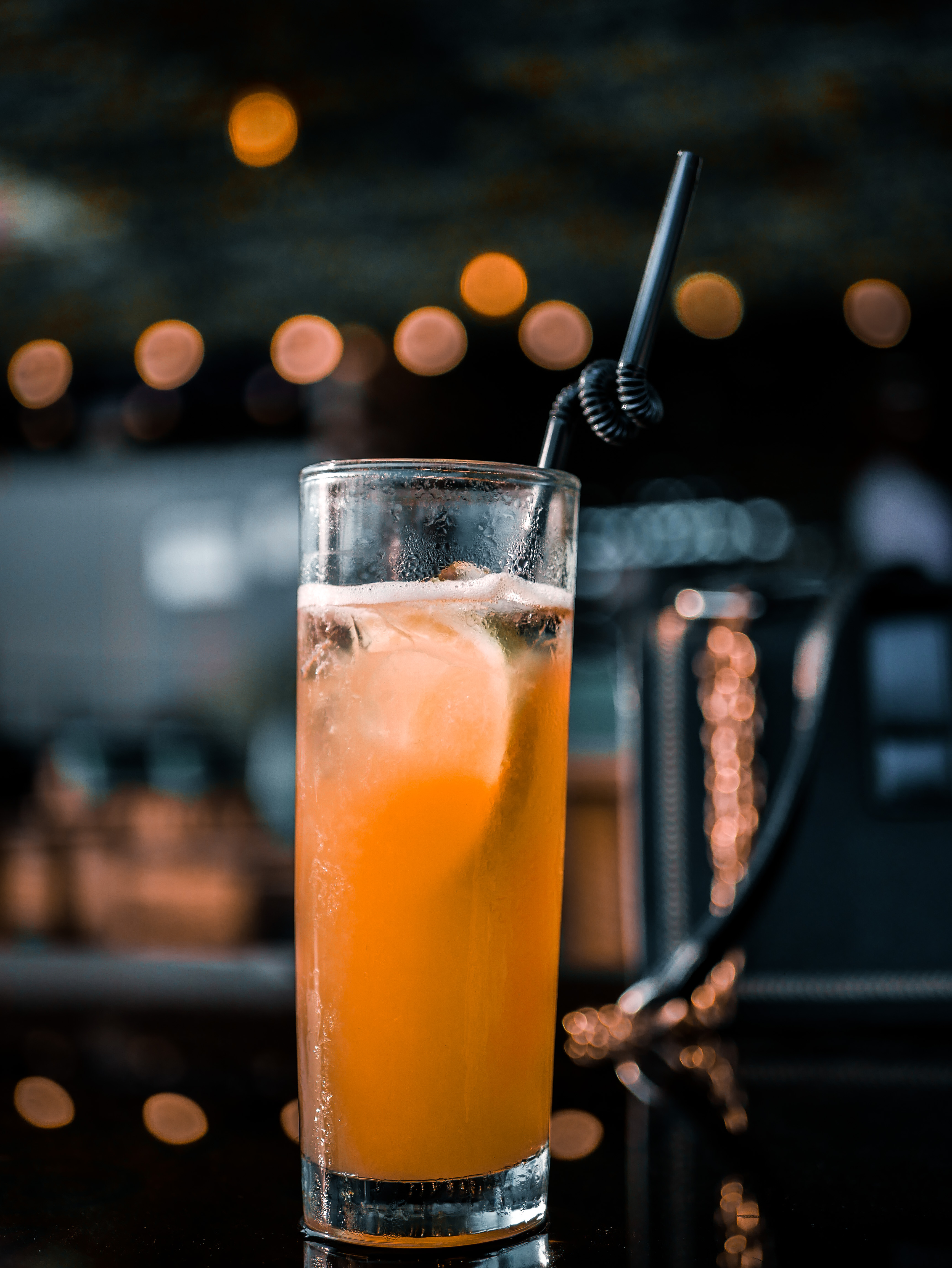
饮料

水是世界上消耗最多的飲料，然而地球上97%的水是不可飲用的鹽水。淡水存在於河流、湖泊、濕地、地下水和冰凍的冰川中。地球上只有不到1%的淡水供應可以通過具有成本效益的地表水和地下水源獲得。當人體脫水時，人就會感到口渴，這種對液體的渴望導致本能地需要喝水，口渴由下丘腦調節，以響應身體電解質水平的細微變化，以及血液循環量的變化，完全不喝水會比去除氧氣以外的任何其他物質更快地導致死亡。在西方文化中，水通常是冷喝的。在中國文化中，它通常是熱飲。
牛奶被視為“原始”飲料之一，水和牛奶在歷史上一直是基本飲料。隨著社會的發展，人們發現了從不同地區的植物中提取酒精飲料的技術，迄今為止發現的最早的葡萄酒生產考古證據是在格魯吉亞（約公元前 6000年）和伊朗（約公元前 5000年）的遺址，早在公元前3000年新石器時代的歐洲就可能已經知道啤酒。茶可能起源於中國雲南，在商代開始作為藥用飲料。第一種巧克力飲料被認為是大約2,500-3,000年前由瑪雅人創造的，而可可飲料是公元1400 年阿茲特克文化的重要組成部分。咖啡種植首先出現在阿拉伯南部，飲用咖啡的最早可信證據出現在15世紀中葉也門的蘇菲派聖地，可能在17世紀的文藝復興時期進入歐洲社會。第一種市售的人工碳酸飲料據信是由 Thomas Henry 在1770年代後期生產的，消費量最大的碳酸軟飲料由三大全球品牌生產：可口可樂、百事可樂和 Dr Pepper Snapple 集團。

## 生產
水是所有飲料的主要成分，也是大多數飲料的主要成分。水在飲用前經過淨化，包括過濾和添加化學品，例如氯化。世界衛生組織強調了純淨水的重要性，他們指出94%的腹瀉死亡（每年180萬人，是全球感染性死亡的第三大原因）可以通過改善受害者生活環境的質量來預防，特別是安全的水。
巴氏殺菌是將液體在指定溫度下加熱一段時間，然後立即冷卻的過程。該過程減少了液體中微生物的生長，從而延遲了變質的時間。它主要用於牛奶，在巴氏殺菌之前牛奶通常會感染病原菌，因此比發達國家普通飲食的任何其他部分更容易引起疾病。
發酵是將糖轉化為乙醇的代謝過程，自新石器時代以來人類就使用發酵來生產飲料，在釀酒過程中葡萄汁與酵母在厭氧環境中混合以進行發酵。葡萄酒中的糖分含量和發酵時間決定了葡萄酒的酒精度和甜度。
含有兩種或兩種以上成分的酒精混合飲料稱為雞尾酒，雞尾酒最初是烈酒、糖、水的混合物，這個詞現在經常用於幾乎所有含有酒精的混合飲料，包括混合飲料、混合飲料等。今天的雞尾酒通常包含一種或多種烈酒和一種或多種混合飲料，例如蘇打水或果汁，其他成分可能是糖、蜂蜜、牛奶、奶油和各種草藥。可樂、橙子、各種植物根、生薑和檸檬通常用於製作不含酒精的碳酸飲料。

## 種類
咖啡呈微酸性（pH 5.0–5.1），其含有咖啡因，對人體有刺激作用，是世界上最受歡迎的飲料之一。咖啡對人類健康的影響一直是許多研究的主題。然而，就咖啡的相對益處而言，結果有所不同。
熱巧克力，也稱為飲用巧克力或可可，是一種加熱飲料，由融化的巧克力或可可粉、加熱的牛奶或水以及通常的甜味劑組成，熱巧克力上面可以加生奶油。用融化的巧克力製成的熱巧克力有時被稱為飲用巧克力，其特點是甜度較低，稠度較高。
茶是世界上消費量第二大的飲料，它是通過在沸水中浸泡茶樹灌木的干葉製成的。茶葉可以以不同的方式加工，從而產生外觀和味道不同的飲料：中國黃茶、綠茶經過蒸、烤、曬；烏龍茶是半氧化的，看起來是綠黑的；紅茶是完全氧化的。
| 果汁類飲料的種類 | 飲料中水果的百分比 | 成份和製作過程                                                                         |
| ---------------- | ------------------ | -------------------------------------------------------------------------------------- |
| 果汁             | 100%               | 在世界範圍內受到嚴格監管；“果汁”通常僅用於100%的水果榨汁                               |
| 水果飲料         | 10%                | 水果被液化並加水                                                                       |
| 果粒果汁         | 25%                | 使用過濾過的果汁、45%的糖和防腐劑製成                                                  |
| 水果甘露         | 0%                 | 所有懸浮物都通過過濾或澄清來消除，因此看起來很清澈，用作調味時可能沒有任何水果原始成分 |
| 果汁飲料         | 25%                | 果汁的混合物，含有約65%的糖                                                            |
| 水果糖漿         | -                  | 1個水果壓成泥發酵，然後用糖加熱製成糖漿                                                |
| 濃縮果汁         | 100%               | 通過加熱或冷凍從果汁中除去水分                                                         |
| 碳酸水果飲料     | -                  | 二氧化碳添加到果汁飲料中                                                               |
| 果肉果汁         | 30%                | 果肉、糖和水的混合物                                                                   |
| 水果冰糕         | -                  | 加糖稀釋果汁的冰凍飲料                                                                 |